# Johann Bernhard Gottsleben
Johann Bernhard Gottsleben, auch Johann Bernhard Gottsleb (* um 1595 in Herborn; † 1. November 1635 in Dillenburg) war evangelischer Geistlicher in Frohnhausen und Dillenburg.

## Leben
Gottsleben wurde als zweites Kind des Pädagogearchen und Professors Johannes Gottsleben und der Anna Maria Hoen um 1595 geboren. Mit seinen vier Geschwistern Matthias, Andreas Jacobus, Jodocus Wilhelm und Margarete wuchs er in Herborn, der Heimatstadt seiner Mutter, dann in Siegen, in der Residenzstadt Dillenburg und in Krombach bei Siegen auf. In Herborn und Siegen lehrte sein Vater von 1587 bis zum Wintersemester 1599/1600 an dem von Graf Johann VI. von Nassau-Dillenburg gegründeten Pädagogium und der Hohen Schule Herborn. Nach seiner Lehrtätigkeit wurde der Vater in Dillenburg zum Hofprediger und geistlichen Inspektor der Dillenburger Kirchenklasse bestellt und wirkte danach als Pfarrer in Krombach. Johanns Mutter entstammte der angesehenen Beamtenfamilie Hoen.
Nach Besuch der Herborner schola civica wechselte Gottsleben 1607 auf das nach dem Tod des Grafen Johann VI. wieder von Herborn nach Siegen verlegte Pädagogium. Zwei Jahre nach dem Tod des Vaters legte er im Frühjahr 1614 unter Aufsicht des Pädagogearchen Heinrich Gutberleth beim Präzeptor der ersten Klasse, Christian Baum (1580–1626), die Reifeprüfung ab. Am 11. Mai 1614 begann er ein Theologiestudium an der Hohen Schule Herborn. Aus seiner Klasse studierten Johannes Molitor, Jacobus Schmollius, Johannes Wichelshausen, Johannes Langenhorst, Godfridus a Stolzenberg, Andreas Textor, Henricus Lanius und Johannes Polichius ebenfalls in Herborn. Gottslebens Leistungen am Pädagogium und während des Theologiestudiums waren sehr vielversprechend für eine spätere Anstellung im gräflich-nassauischen Schul- und Kirchendienst.

### Studium der Theologie in Herborn (1614–1619)
Der Unterricht an der Hohen Schule Johannea war sehr praxisorientiert und hatte die Anwendung des Lehrstoffes in der täglichen Praxis der künftigen Lehrer, Pfarrer und Juristen als Ziel. Oratorik, Rhetorik, Eloquenz und praktische Übungen (exercitia) hatten einen hohen Stellenwert in der Ausbildung. So waren Disputationen fest in den Stundenplan eingebaut. Für die Theologiestudenten kamen in kürzerer Zeit auch noch Predigtübungen hinzu. Der Kampf der Konfessionen erforderte rhetorisch bestens geschulte Abgänger der Hohen Schule, die sowohl in Kirche wie Schule die Untertanen in verständlicher und überzeugender Weise belehren konnten, zugleich aber auch in der Lage sein mussten, die eigene dogmatische Position, sei es im Gespräch oder in schriftlicher Form, gegen den Anhänger einer anderen Konfession zu vertreten.
Als weiteres Ziel des Unterrichts galt die Ausbildung der Urteilsfähigkeit des Studenten (judicium). Gegenüber der Ausbildung des judicium trat die Memorierfähigkeit, die dem Studenten im traditionellen Schulsystem beigebracht wurde, zurück und wurde nur insoweit entwickelt, wie sie zur Förderung des judicium dienlich schien. Die hohe Bewertung des judicium verlangte vom Studenten die Entwicklung des eigenen Denkvermögens und gewährte ihm ein für die Zeit weit entwickeltes Maß an freier Entfaltungsmöglichkeit. Diese bewegte sich allerdings in festgelegten Grenzen. So waren die Studenten in Disputationen – und besonders bei denjenigen, die später in Druck gingen – an die theologisch-dogmatischen wie wissenschaftstheoretischen Vorgaben des Ramismus gebunden, die in den Schulgesetzen festgelegt waren und deren Einhaltung der Senat streng überwachte. Den Studenten wurde im letzten Viertel einer Unterrichtsstunde Gelegenheit gegeben, durch Fragen nach dem Lehrstoff das Verständnis des Dargebotenen zu erhellen und zu vertiefen. Die offene Art der Lehre drückte sich auch in einem durchaus nahen persönlichen Verhältnis zwischen Dozent und Student aus.
Obwohl das monokratisch regierte, frühabsolutistische und calvinistische Nassau-Dillenburg – wie auch alle anderen reformierten Territorialstaaten – der Kirchendisziplin ein besonderes Augenmerk schenkte und auch in anderen Lebensbereichen die „Sozialdisziplinierung“ seiner Untertanen weit fortentwickelte, war an der Hohen Schule die freie Entfaltung des einzelnen Studenten eines der wesentlichen Prinzipien der pädagogischen Praxis. Weiter weisend war neben der Entfaltung der Urteilsfähigkeit vor allem die Betonung der Didaktik, wie sie im Erziehungskonzept des ehemaligen Studenten der Hohen Schule, Johann Amos Comenius, als zentrale Kategorie wieder aufgegriffen wurde. An der Hohen Schule begannen die Professoren Matthias Martinius und Johann Heinrich Alsted das Wissen der Zeit in geordneter und für den Unterricht wohl aufbereiteten Form vorzulegen. So entstanden die Entwürfe einer ersten deutschen Enzyklopädie, deren sieben Bänden Johann Heinrich Alsted 1630 in Herborn drucken ließ.
Trotz der geringen personellen Ausstattung mit lediglich drei theologischen, zwei juristischen und drei Lehrstühlen für Philosophie und Medizin war Herborn eines der herausgehobenen Zentren des Calvinismus. Ihren frühen guten Ruf verdankte die Hohe Schule in erster Linie Caspar Olevian, der die reformatorische Zentralfrage nach Erlangung des Heils mit dem Bundesschluss zwischen Gott und dem erwählten Menschen erklärte, um so – in Versöhnung durch den Bund – die Heilsgewissheit zu erlangen. Auch Johannes Piscator vertritt die Föderaltheologie, macht sie aber nicht zum zentralen Moment seiner Heilslehre. Durch die Juridifizierung der Heilslehre wies die Föderaltheologie entschieden über die Lutherische Dogmatik hinaus. Die bei den einzelnen Föderaltheologen benutzte Begrifflichkeit scheint mehr aus dem Repertoire des Juristen denn dem des Theologen entnommen zu sein. Und es ist deshalb nicht verwunderlich, dass weite Teile der staatstheoretischen Grundfiguren in Calvinismus und Puritanismus – samt dem hierbei benutzten begrifflichen Apparat – aus der Föderaltheologie herausgewachsen sind. Ein weiterer Schwerpunkt der Herborner Theologie liegt in der Kirchenrechtswissenschaft, die in ihrer reformierten Ausprägung an der Johannea überhaupt erst begründet wurde. Die praktische Ausbildung der Theologiestudenten umfasste in besonderem Maße Predigtübungen, für die Bernhard Textor in seinen 1599 gedruckten Pandectae sacrarum concionum die wichtigen Merkmale und Inhalte zusammenstellte.
Die Gottsleben prägenden Lehrer waren in der Theologie Johannes Piscator und Johann Jacob Hermannus, bei denen er 1614 und 1620 disputierte, in der Philosophie der junge Johann Heinrich Alsted, der zur geistigen Formung des von 1611 bis 1613 in Herborn weilenden Johann Amos Comenius entscheidend beigetragen hatte. Die zum Andenken an seinen verehrten Lehrer Johannes Piscator 1625 gedruckte Leichenpredigt bereicherte Gottsleben mit einem lateinischen Trostgedicht.

### Rektor (Oberschulmeister) der Lateinschule in Dillenburg (1619–1626)
Dank seiner guten Leistungen an der Hohen Schule wurde der 24 Jahre alte Gottsleben nach seinem Studium gleich zum Oberschulmeister in die Residenzstadt Dillenburg berufen. Dort trat er 1619 an der Lateinschule die Nachfolge von Philipp Textor, eines Sohnes des Herborner Theologieprofessors Bernhard Textor, an. Dritter Schulmeister war Christoph Meyer aus Straßburg im Elsass.
Den Grundstein für die Dillenburger Lateinschule hatte bereits Graf Johann V. am Weihnachtsabend des Jahres 1501 gelegt. Zur Ausbildung einiger begabter Knaben, die bei den verschiedenen gottesdienstlichen Obliegenheiten, insbesondere beim Messesingen gebraucht wurden, gründete er eine Stipendienstiftung. Um dem Gottesdienst eine bessere Ordnung zu geben, änderte Johanns Sohn, Graf Wilhelm, die Stiftung und bestimmte 1523 den geeignetsten der sieben Priester an der Stadtkirche zum Schulmeister. Von diesem ließ er „6 fromme dienliche arme Knaben“, die auf gräfliche Kosten im Schlosse beköstigt wurden, in der Schule ausbilden. In den Jahren 1535 bis 1538 formte Johann Bernhard Gottslebens Urgroßvater, der hoch angesehene Magister Jost Hoen die lateinische Schule im Sinne der lutherischen Reformation um. Jost Hoen rückte alsbald zum Leiter der Hofschule und Erzieher des inzwischen ins 6. Lebensjahr gekommenen, späteren Prinzen Wilhelm von Oranien auf, doch bestimmte seine Bestallung ausdrücklich, dass er nebenbei „auch ein mit insehens uff die schull zu Dillenburg haben“ soll. Die Schulräume befanden sich seit etwa der Mitte des 16. Jahrhunderts auf dem Speicher der Stadtkirche. Die Besoldung für den ersten Schulmeister betrug 50, für den zweiten 32 Gulden jährlich. Die Lehrerschaft wechselte oft, da die meisten Präzeptoren ihren theologischen Studien entsprechend das Schulamt als den Übergang in eine besser besoldete Pfarrstelle ansahen.
Nach dem Tod Wilhelms fiel die Regentschaft 1559 an seinen zweiten Sohn, Graf Johann VI. Wie kaum ein anderer Landesfürst seiner Zeit war er um eine religiöse und sittliche Formung und Hebung der Bildung seiner Untertanen bemüht. Seine engen Beziehungen zu den Niederlanden, in die ihn der wechselvolle Befreiungskampf seines Bruders, des Prinzen von Oranien, geführt hatten und auch zur Pfalz, der Hochburg des Calvinismus, aus der er sich seine zweite Gemahlin holte, brachten ihm das reformierte Bekenntnis näher. Mit Ablösung der lutherischen durch die reformierte Lehre, die in den Jahren 1576 bis 1581 erfolgte und anfangs wesentlich durch religiöse Flüchtlinge aus Kursachsen und der Pfalz verbreitet wurde, wollte Graf Johann VI. eine freiere Entwicklung des kirchlichen Lebens und seiner Formen in Nassau-Dillenburg erreichen.
Auch das Schulwesen erfuhr eine durchgreifende Umgestaltung im reformierten Sinne. Um die Dillenburger Lateinschule haben sich in dieser Zeit vor allem der Superintendent der Grafschaft, der aufgeklärte und gelehrte Marburger Geistliche Gerhard Eobanus Geldenhauer, genannt Noviomagus, und der Junker Otto von Grünrade, der aus konfessionellen Gründen Sachsen verlassen hatte und als Hofmeister der Söhne Graf Johanns zugleich dessen Berater in Schulfragen geworden war, verdient gemacht. In einer von Geldenhauer 1581 vorgelegten Denkschrift Anstellung und Verbesserung dero Schuhl zu Dillenburgk, Bedenken wie zu Dillenburg eine ahnsehnliche guthe Schul zu bestellen wird detailliert dargelegt, wie der Unterricht in Griechisch, Latein und Französisch zu gestalten ist und die Schüler zu führen sind.
Nachdem Geldenhauer und Grünrade aus den gräflichen Diensten ausgeschieden waren, mangelte es an einer straffen Aufsicht über die Schule. Graf Johann musste die Schulaufsicht immer wieder selbst in die Hand nehmen, um den guten Namen und Ruhm, den die Schule innerhalb und außerhalb der Grafschaft genossen, durch die sich in den Schulbetrieb einschleichenden Nachlässigkeiten nicht in Gefahr zu bringen.
Mitte der 1580er Jahre – es war die Zeit, in der den Grafen die politischen Wirren in den Niederlanden nach dem Meuchelmord an seinem Bruder ganz in Anspruch nahmen – ermahnte Graf Johann seine Räte und den geistlichen Inspektor Wilhelm Zepper in eindringlicher Form zu einer strafferen Aufsicht, um die eingerissenen Übelstände einzustellen. In schärfsten Worten äußerte er sein Missfallen über die Leistungen und moralischen Zustände der Anstalt: Die Zucht unter den Knaben sei gänzlich vernachlässigt, die Lehrer gäben auf dieselben zu wenig acht, sie hielten sie zu keiner Sauberkeit und Reinlichkeit des Leibes und der Kleidung an; schmutzig, zerlumpt, zerrissen, nackend und bloß, dass man sich ihrer schämen müsse, liefen sie auf den Gassen herum, wo man sie spielen, rufen, schreien und allen Mutwillen treiben lasse. Ihr Mangel an Zucht und Schamhaftigkeit gehe so weit, dass sie „öffentlich ihre notturft thun vndt ihrn Urinam unacht ihrer schelte gegen die leuth endtblößt ohne schew reddiren dörffen“. Ihre „Pronunciation“ im Singen wie im Reden und ihre Handschrift, die doch „hiebevor bei dieser Schule bräuchlich gewesen“, sei gleich nachlässig, zur Gottesfurcht würden sie nicht mehr angehalten. Die Methoden des Unterrichts sehe wenig darauf, „wie man ihnen die Sachen in das Hirn, Herz und Hände bringe, dass sie zum Verstand, Lust, Lieb und guten Willen, wie auch zur Übung und praxi derselben kommen mögen, sondern man siehet nur allein dahin, wie man der Jugend die Sachen in die Ohren, den Mund und das Gedächtnis gleich den Atzeln, Dohlen, Raben und anderen unvernünftigen Tieren, so man schwätzen und pfeifen lernet, bringe. Wie sie ihre Zeit nutzlich und wohl anwende und mit Vorteil in ihrem Studium fortkäme, darauf sei man zu wenig bedacht“. Die Lehrer gäben ihnen keine rechte Anleitung, wie sie die Predigten in der Kirche aufzuschreiben hätten, noch weniger repetierten sie dieselben mit ihnen oder präparierten sie vorher auf dieselben. In der Kirche werde oftmals „sehr unfleißig und übel gesungen“. Es werde ferner darüber geklagt, dass „der praeceptoren etzliche bißweilen ganz hartt, ungetüm und unbescheiden gegen die Knaben seien und damit Ursach geben hätten, daß einige ihr Studium aufgegeben oder auch wohl ins pabsthumb gelaufen seien“. Nicht bloß die Schüler, sondern auch die Lehrer hielten nicht pünktlich ihre Stunden, wie das vorher stets bräuchlich gewesen, sondern kämen oftmals „wo nit mehrentheils zu oder nach halber verlaufener Stund in die Schule und hätten auch in den Stunden beiderseits ein groß aus- und einlauffens“. Außer dem gewöhnlichen Mittwoch hielten die Jungen zwei oder mehr Spieltage in der Woche, so dass sie es an „gebührlichem Fleiß und Continuirung ihrer Studien zur Klage auch der Eltern sehr fehlen ließen“. Im Übrigen hätten sich die Schulmeister „des Zechens und Panckatirens nun eine Zeit her dermaßen beflissen, als ob sie daraus ein Handwerk machen woltten, während sie hinterher über Mangel an Besoldung klagten“. Das Schlimmste aber sei, dass sie bei Gelagen, bei denen sie ältere Schüler zum Weintragen, Aufwarten und Musizieren heranzögen, mit Herborner Studenten, Kanzleiverwandten und dem Hofgesinde in Verbindung träten und letztere „an ihrer Vokation und Verrichtung verhinderten.“
Die gräflichen Klagen mündeten in eine neue Schulordnung, in der die allgemeinen Unterrichts- und Erziehungsgrundsätze neu formuliert wurden. Der Grammatikunterricht sollte nicht mit einer zu großen Menge von Regeln beschwert, das Gedächtnis nur mit dem Notwendigsten belastet, das Urteil geübt und geschärft, der Verstand gebildet, überhaupt die Lehrmethode dem Auffassungsvermögen und dem allmählichen Fortschritt der Schüler (ad puerorum ingenia, profectus et captum) verständnisvoll angepasst werden. Bei allen schriftlichen Arbeiten sei auf die Pflege der Handschrift der allergrößte Wert zu legen. In den Vorschriften über das Verhalten der Schüler in der Schule und Öffentlichkeit, über Körperpflege und Reinlichkeit, die in ihren Einzelheiten bis zum Mundausspülen (ora quoque eluant pueri) gehen, merkt man ebenso deutlich die Nachwirkung der geharnischten Denkschrift des Grafen wie in der Vorschrift über die Anwendung der Zuchtmittel, die frei von Härte und Prügelei (sine rigore aut plagositate) in väterlicher Weise gehandhabt werden sollten.
Im Frühjahr 1618 bricht der Dreißigjährige Krieg aus. Das durch die Kriegsfolgen zunehmend zerrüttete Zusammenleben der Menschen wie auch die von den Landsknechten eingeschleppten Seuchen stellten den Fortbestand der Lateinschule immer wieder in Frage. Die Bande der Ordnung lockerten sich nicht nur unter den Schülern, sondern zusehends auch unter den Erwachsenen. An ihre amtlichen Pflichten hielten sich selbst Amtsträger nicht mehr gebunden. Unverkennbar spiegeln sich diese Verhältnisse auch in den Schulakten wider. Bitter beklagt sich einige Jahre nach Kriegsbeginn der Oberschulmeister Gottsleben, dass er „von den meisten Eltern (paucos excipio) nicht allein den sauer verdienten lohn entweder gar nicht oder nicht anders alß mit großer mühe bekommen“ könne, sondern auch von vielen Eltern dazu noch „schändlich geschmähet und behönet werde; etliche hätten ihre kinder zu der zeitt, wo er das Schulgeldt ahngefangen habe zu fordern, daheimb und auß der Schulen gelaßen, aber nach vierzehn Tagen oder drei Wochen wieder hineingeschickt, bis daß abermals ein Quartal verflossen; so machten sie es alle Vierteljahr“. Unterdessen hätten die Schüler „alles vergessen, was sie zuvor gelernett hätten, darnach schänden und schmähen die leuthe, es hätten ihre Kinder nichts in der Schulen gelernett“. Ganz besonders ungehörig habe sich der jetzige Bürgermeister Theis Göst benommen, den er in einem „freundlichen Brieflein“ an das für drei Ziele rückständige Schulgeld für seinen Sohn erinnert habe; diesen, „ein in allen bubenstücken, deren ihm keins zu groß, sonderlich aber in Garttendiebereyen halßstarrigt und verwehnter“ Geselle, halte er nun schon eine geraume Zeit aus der Schule, ihm aber habe er die dem Schreiben beigefügte spöttische Antwort gegeben. Trotz des ausdrücklichen Verbots schickten andere, die ihm gleichfalls das Schulgeld schuldeten, ihre Kinder jetzt nach Oberschelt zur Schule; lasse er durch einen anderen Schüler bei den Eltern nach dem Grund des Fernbleibens fragen, so werde dieser „mit Streichen abgewiesen und mit Steinen beworfen“; andere pflegten den Lehrer mit „schandbaren Worten über die Naße zu hauen, Summa“, so fasst Gottsleben seine Klage an den seit 1623 regierenden Grafen Ludwig Heinrich zusammen, „es kompt dahin, daß baldt ein jeder hier zu Dillenbergk ahn den Schulmeistern gedenket Ritter zu werden.“ Er schließt mit der Bitte, „solchem Unweßen bey der Schulen alhier zu steuern, insonderheit aber den Theis Göst anzuhalten, daß er ihn vorthin nicht mehr mit einer solchen höhn- und spöttischen Scharteken bezahle, sondern seinen außenstehenden liedlohn unverzüglich zu entrichten schuldig seye.“

### Heirat mit Magdalena Beigarten (1621), Kinder, Verwandtschaft
Zwei Jahre nach Übernahme der Dillenburger Rektorenstelle verlobte sich Gottsleben mit der Tochter des Henrich (von) Bey(i)garten aus Brüssel und am 27. November 1621 wird in Dillenburg Hochzeit gehalten. Der Schwiegervater diente als Kammerdiener Graf Georg dem Älteren von Nassau-Beilstein, der für seinen in Friesland als Statthalter amtierenden Bruder Graf Wilhelm Ludwig von Nassau-Dillenburg die Regierungsgeschäfte der Grafschaft führte und in Dillenburg Hof hielt. Mit seinem 1591 geborenen Schwager Philipp Beigarten (gest. 1637), der 1621 die Nachfolge seines Vaters bei Graf Georg antrat und 1624 unter Georgs Sohn Ludwig Heinrich zum Dillenburger Burggrafen aufstieg, hatte Gottsleben das Herborner Pädagogium besucht. Gottslebens Vetter Philipp Heinrich Hoen ist der führende Rat und Staatsmann Nassau-Dillenburgs, weit bekannt und hoch geehrt, am Grafenhof in Dillenburg so gut wie am Kaiserhof in Wien. Als bedeutender Jurist und Professor hatte Hoen durch viel verbreitete Werke bereits von der Herborner Hohen Schule aus in Tradition und Nachfolge des berühmten Johannes Althusius (1557–1638) gewirkt. Wir kennen noch einen weiteren Schwager, den wohlhabenden Bäcker und späteren Herborner Bürgermeister Jost Rücker, mit dem Johann Bernhards Schwester Margarete um 1627 den Bund der Ehe einging.
Johann Bernhard und Magdalena Gottsleben hatten acht Kinder, von denen bis 1634 bereits fünf in den harten Kriegsjahren gestorben waren. Namentlich kennen wir Johann Philipp, geboren am 19. September 1622, Margarete, getauft am 15. Dezember 1627, Maria Magdalena, geboren am 17. April 1629, und Anna Margreth, getauft am 3. Dezember 1634.

### Pfarrer in Frohnhausen (1626–1627); Hofprediger und zweiter Stadtpfarrer in Dillenburg (1627–1634), dann erster Pfarrer (1634–1635)
Nach sieben Jahren Schuldienst wurde Gottsleben 1626 nach Frohnhausen auf die durch den Pesttod des dortigen Pfarrers, Johannes Wissenbach, freie Pfarrstelle versetzt, aber schon ein Jahr später als zweiter Stadtpfarrer und Hofprediger zum fast gleichaltrigen Landesherrn Graf Ludwig Heinrich nach Dillenburg zurückberufen. Sieben Jahre blieb Gottsleben zweiter Pfarrer und am Hof beliebter Prediger, wo er die Morgen- und Abendandachten im Schloss abhielt. Nach Weggang des ersten Pfarrers Matthias Gärtner, alias Kluck, erhielt Gottsleben die erste Pfarrstelle. Sein Nachfolger auf der zweiten Pfarrstelle wurde 1634 Konrad Post aus Herborn. Mit Post legte Johann Bernhard Gottsleben das zweite Taufbuch der Dillenburger Kirchengemeinde an, das mit dem Eintrag beginnt: „Tauff-Buch, das ist Verzeichnuß derer Kinder, welche von diesen Dillenburgischen Pfarr- und Kirchspiels Angehörigen auch sonsten bisweilen von anders zufälliger Weise zu taufen sind begehret worden. Angefangen im Jahre 1634 in dem Monat Augusto, von mir Johanne Bernhardo Gotslebio, nachdem ich beneben Ehrn Conrado Posthio den 10. Augusti obgedachten Jahres alhier zum Pastorat und Diaconat sind ordiniert und präsentiert worden.“

### Pestzeiten 1625/26 und 1635/36 in Nassau-Dillenburg. Pesttod der Familie Johann Bernhard und Magdalena Gottsleben (1635)
Nach Ausbruch des Großen Krieges stand der Landesherr Graf Ludwig Heinrich, obwohl er lange Zeit neutral blieb, vor keiner leichten Aufgabe. Durch den Übertritt seiner nächsten Verwandten, der Grafen von Nassau-Siegen und Nassau-Hadamar, zum katholischen Glauben war der konfessionelle Hader in die eigene Familie getragen und ihm der Schutz seines Landes ungeheuer erschwert. Galt es zunächst, die fremden Kriegsvölker nach Möglichkeit von den Landesgrenzen fernzuhalten oder doch die Leiden der Bevölkerung nach Kräften zu lindern, so trat Graf Ludwig Heinrich 1631 aus seiner Neutralität heraus, schloss sich mit seinen nassau-dillenburgischen Regimentern anfangs der protestantischen Seite unter dem Schwedenkönig Gustav Adolf, später den Kaiserlichen an und hatte auf seinen Kriegszügen durch ganz Deutschland seinen Gegnern manche blutige Schlappe beigebracht.
Während der Kriegsjahre wurde das Dillenburger Land immer wieder schwer durch Seuchen, die die Heereszüge begleiteten, getroffen. Die Söldnertruppen waren Träger und Überträger von Infektionskrankheiten, die sich in den Feldlagern bei Vernachlässigung der körperlichen Hygiene schnell verbreiteten. Die Landsknechte waren großen körperlichen Strapazen unterworfen, das machte sie wenig geneigt, noch ein hohes Maß an Energie für die Sauberkeit aufzuwenden und schwächte ihre Abwehrkräfte. Blieben sie für längere Zeit in einem Lager an einem festen Ort, dann wurde es schwierig, die Örtlichkeiten von den hinterlassenen Ausscheidungen – krankmachenden Ausscheidungen, wenn sie selber krank waren – sauber zu halten. Die Suche nach Nahrungsmitteln war ihren Führern das vordringlichste Problem, denn die Männer verlangten zu essen. Da blieb keine Zeit für Hygiene und Sauberkeit. Auch die durch Kampfhandlungen, Plünderungen und Brandschatzungen vertriebenen Menschen verbreiteten Krankheitserreger in ihren Fluchtquartieren, in denen sie zusammengepfercht hausten. Eindringlich beschreibt Grimmelshausen das Sterben und die Qualen des Krieges am Ende seines fünften Buches des Simplicissimus. „Das Viehe verdirbt vor Alter / und der arme Mensch vor Krankheit: Der eine hat den Grind / der ander den Krebs / der dritte den Wolff / der vierte die Frantzosen / (…) der zehende die Lungensucht / der eylffte das Fieber / (…) Der eine stirbt in der Wiegen / der ander in der Jugend auff dem Bett / der dritte am Strick / der vierte am Schwerd / der fünffte auff dem Rad / der sechste auff dem Scheiterhauffen / der siebende im Weinglas / der achte in einem Wasserfluß / (…) der zwölffte in einer Schlacht / der dreyzehende durch Zauberey / (…) Behüt dich Gott Welt / dann mich verdreußt deine Conversation, das Leben so du uns gibst / ist eine elende Pilgerfahrt / ein unbeständigs / ungewisses / hartes / rauhes / hinflüchtiges und unreines Leben / voll Armseligkeit und Irrthumb / welches vielmehr ein Tod als ein Leben zu nennen (…) Dann obwohl nichts gewissers ist als der Todt / so ist doch der Mensch nicht versichert / wie / wann und wo er sterben / und (welches das erbärmlichste ist) wo sein Seel hinfahren / und wie es derselben ergehen wird (…)“.
Hatten bereits früher schwere Pestfälle die Dillenburger Lande getroffen, so überstiegen diese im Laufe des Großen Krieges bei weitem das bisherige Maß. Die beiden großen Pestepidemien, die Dillenburg in den Jahren 1625/26 und 1635/36 heimsuchten, übertrafen alles bisher Erlebte. „Anno 1625 den 18. Dezembris hatt das Sterben allhie zu Dillenburg angefangen“, so lautet die Aufschrift auf dem ersten von sechs schmalen vergilbten Blättern, die die einzelnen Pestfälle untereinander nach Tagen geordnet verzeichnen. Damals sind im Laufe von 10 Monaten – das Verzeichnis schließt mit dem 30. Oktober 1626 – zusammen 379 Personen, darunter etwa 250 Kinder, der damaligen Stadtbevölkerung der Seuche zum Opfer gefallen. Nach genauer Berechnung waren es 166 verschiedene, namentlich genannte Familien, die diese Opfer gebracht haben. Wir zählen mindestens zwölf Familien, in denen beide Eltern, sieben weitere, in denen fünf Kinder dahingerafft wurden. Unter den Toten befand sich der Chronist und Dillenburger Stadtschreiber Johann Textor (1582–1626), der am 30. Oktober 1626 verstarb, nachdem er zwei Kinder und eine Magd vor sich hatte hinsinken sehen. Erschütternd wirkt dazu die lange Liste der Bürger und Witwen in der Stadtrechnung von 1626, die sich aus der Eberhard Baumstämme holten und zu Brettern für Totenladen zerschneiden ließen.
Zehn Jahre später schleppten die Soldaten Peter Ernsts II. von Mansfeld die Pestilenz wieder in die Dillenburger Gegend ein, durch die 209 Menschen in Dillenburg zugrunde gingen. Die außergewöhnlich hohe Zahl der Toten hatte den Oberpfarrer Gottleben veranlasst, das erste Totenbuch der Dillenburger Kirchengemeinde anzulegen. Es trägt den Titel „Todtenbuch, das ist – Verzeichnis derer Personen, So in diesem Kirchspiel, sowohl draußen auf den Dorffen, alß Eybach und Nantzenbach, item Donsbach, Ober- und Niederscheld, alß auch hier in der Statt Dillenberg von Mans- und Weibspersonen, Alten und Jungen, Todes verfahren seindt. So ahngefangen ist im Jahr 1635, als die Kirche dieses Orts bedient haben: Johannes Bernhartus Gotsleb und Conratus Posthius uterque Herbornensis. Surgite mortui, venite ad judicium!“ (beide aus Herborn. Erhebt euch, ihr Toten, kommt zum Gericht).
Mit unheimlicher Grausamkeit griff die Pest auch diesmal in manche Familien ein, von denen drei, vier und fünf Glieder in ein Grab gelegt wurden. Die sich widersprechenden hygienischen und kirchlichen Gegenmaßnahmen der Landesregierung spiegeln deren Ratlosigkeit deutlich wider. Während sie in dem Edikt vom 12. September 1635 scharf tadelt, „daß allhier im Thal bey itziger ingerissener Landplagen und hochbeschwerlichen Seuch der Pestillentz solche Vermischung, Ohnordnung und Ohnbescheidenheit, ja auch wol bey vielen solcher mutt Will und Frevel darneben mit unterlauffen, daß es fast das Ansehen gewinnen will, als solten Gesundte und Unbefleckte denen Kranken und Befleckten weichen“ und denjenigen, „die sich bößlich gelüsten lassen, ihren Nachbarn und Mitbürgern diese Plage und Ungemach zu Hof und Hauß zu bringen“, schwere Strafen androht, wird im Gegensatz zu dieser unzweideutigen Absicht, die Gesunden von den Kranken scharf zu trennen, zwei Monate später, am 21. November 1635 die Bevölkerung angewiesen, sich mit besonderem Eifer das gemeinsame öffentliche Gebet angelegen sein zu lassen und „zu dem Ende die gemeinen Versammlungen nit zu versäumen, sondern stets undt ohne Unterlaß, so offt und dick dieselbe in der Kyrchen Gottes angestellet werden, zu besuchen.“ So blieb, wie immer in solchen Zeiten, die Kirche die letzte Zuflucht für das Volk.
Ergreifend ist das Schicksal der Familie Gottslebens, das die Teilnahme besonders erweckt, weil die Aufzeichnungen darüber von ihm selbst ins Kirchenbuch eingetragen sind:
„1635 septembris 23. abendts um 6 uhr Joh. Bernhard Gotsleben pastorn ein töchterlein, Anna Margreth genannt, gestorben.“ Das Kind war am 3. Dezember 1634 getauft worden. Schon früher hatte Gottsleben eine Tochter Margarete verloren, die am 15. Dezember 1627 getauft war und nach Johann Bernhards Schwester genannt wurde.
„1635 octobris 12. ist Magdalena, mein des pastors Joh. Bernhard Gotslebii ertzliebe hauszfraw sel., nachdeme sie den 9. des nachts zwischen 11 und 12 uhren schwach worden und bisz uf den 12. gelegen, alsz eben die glock eylf geschlagen, sanfft und seliglich im herren entschlafen und folgenden tag mit ziemlicher frequentz mit vieler guthertziger frommer leuth weinen und klagen begraben. Gott verleyhe ihr eine fröliche uferstehung. Eben in diesem monat octobri im 1621. jhar, nemlich den 22. hatte ich das ja bekommen, den 31. ejusdem weinkauff und den 27. novembris hochzeit gehalten und also so nahe 14 jahre im ehestand friedlich und lieblich gelebt, acht kinder, zween söhne, sex töchter miteinander gezeuget, da denn sex todt, zwey aber noch, ein sohn und eine tochter, so lang gott will, noch leben.“
„[1635 octobris] 16. morgens umb 6 uhr ist mein lieber sohn sel. Joh. Philipps, welcher den mittwochen den 14. sich geleget und schwach geworden, gestorben und den 17. morgens um 8 uhr begrab[en]; natus hic erat anno 1622, 19. septembris.“
„[1635 octobris] 17. abends ein viertel stundt nach 5 Uhr ist mein noch übriges ein[z]iges hertzliebes töchterlein Maria Magdalena, so sich den vorigen tag eben in der stundt, in welcher Joh. Philipps sel. verschieden, gelegt und schwach worden, sanfft und ruhig im herren entschlafen und folgenden tag begraben. Dieses kind war geboren den 17. aprilis anno 1629 kurtz nach 12 uhren in der nacht.“
„Also habe ich dem lieben gott in dieszem sterben innerhalb dreyen wochen vier seelen geschicket, die mutter mit drey kinder, sonsten noch zeit unszers währenden ehstandes fünf kinder, und ist also das reich meines gottes im himmel durch mich mit neun seelen vermehret worden. Die leichnam wird der fromme gott ahm jüngsten tag frölich auferwecken, mit ihren seelen vereinigen und sie also mit leib und seel zu sich in sein ewiges reich nehmen. Gott, der getreu ist undt die seinigen nicht will laszen versucht werden über ihr vermögen, sondern der versuchung also ein ende machen, dasz sie dieselbige ertragen können, wolle dieszer seiner verheiszung nach auch vätterlich mit mir handlen, mich trösten und stärken, mir gedult undt auch fröliche überwindung verleyhen umb meines lieben herren und heylandts Jesu Christi willen. Amen.“
Durch die stetige Berührung mit seiner pestkranken Familie wurde Gottsleben selbst angesteckt. Am 1. November 1635 starb er. 10 Tage nach seiner letzten Tochter wurde er bei Frau und Kindern begraben.
Das Dillenburger Kirchenbuch besagt hierüber: „1635 novembris 1. Joh. Bernhard Gotslebii, Pastor und Kirchendiener zu Dillenberg, des morgens um 7 uhr selig entschlafen ohne einigen schmertzen, nachdem er sich den 29. octobris gelegt. Gott der herr wolle sich seiner herde gnädig erzeigen undt sie nicht nach beraubung ihrer lehrer zerstreuen. Et sequenti uffm kirchhoff begraben worden bey sein weib und kinder.“
Der Familienname Gottsleben starb mit ihm in Dillenburg aus. Die von Konrad Post, dem zweiten Dillenburger Pfarrer, in der Stadtkirche vor einer großen Trauergemeinde gehaltene Christliche Klag- und Trostpredigt wurde 1636 mit Trauer- und Trostgedichten seiner Freunde und Schüler Justus Henricus Heidfeldt, Georg Corvinus, Johannes Daum und R. G. in der Offizin Christoff Rab zu Herborn gedruckt.